# USS Hull (DD-330)
Za druga plovila z istim imenom glejte USS Hull.
USS Hull (DD-330) je bil rušilec razreda Clemson v sestavi Vojne mornarice Združenih držav Amerike.
Rušilec je bil poimenovan po komodorju Isaacu Hullu.

## Zgodovina
V skladu s Londonskim sporazumom o pomorski razorožitvi je bil rušilec 31. marca 1930 izvzet iz aktivne službe in bil 10. junija 1931 prodan kot staro železo.